# كارلوس ماريا دي كاسترو
كارلوس ماريا دي كاسترو (بالإسبانية: Carlos María de Castro)‏ هو مهندس معماري ومهندس إسباني، ولد في 24 سبتمبر 1810 في إستبة في إسبانيا، وتوفي في 2 نوفمبر 1893 في مدريد في إسبانيا.